# دزموند پنیگر
دزموند پنیگر (انگلیسی: Desmond Penigar؛ زادهٔ ۱۶ ژوئیهٔ ۱۹۸۱) بازیکن بسکتبال اهل ایالات متحده آمریکا است.
از باشگاه‌هایی که در آن بازی کرده‌است می‌توان به باشگاه فوتبال الهلال و اورلندو مجیک اشاره کرد.